# Hirtshalsmotorvejen
De Hirtshalsmotorvejen (Nederlands: Hirtshalsautosnelweg) is een autosnelweg in Denemarken, die loopt van Hirtshals naar Aalborg. In Aalborg sluit de Hirtshalsmotorvejen aan op de Nordjyske Motorvej (E45). Via de afrit Høvejen is er via het onderliggende wegennet een verbinding met de Frederikshavnmotorvejen en de Thistedgrenen.
In Hirtshals sluit de Hirtshalsmotorvejen aan op de veerbootverbinding naar Stavanger, Kristiansand en Oslo. Hierdoor vormt de autosnelweg een belangrijke schakel in het verkeer naar Noorwegen.
Administratief is de Hirtshalsmotorvejen genummerd als M90. Voor de bewegwijzering wordt echter gebruikgemaakt van het E-nummer waar de weg onderdeel van is, namelijk E39.

## Geschiedenis
Het eerste gedeelte van de Hirtshalsmotorvejen, de weg rond Hjørring, werd in 1996 geopend. In 2004 werd het laatste gedeelte tussen Hjørring en het einde van de snelweg bij Hirtshals opengesteld.